# Sympherta obligator
Sympherta obligator är en stekelart som först beskrevs av Carl Peter Thunberg 1822.  Sympherta obligator ingår i släktet Sympherta och familjen brokparasitsteklar. Arten är reproducerande i Sverige. Inga underarter finns listade i Catalogue of Life.